# Danh sách đơn vị hành chính Việt Nam theo HDI

Danh sách các đơn vị hành chính Việt Nam theo HDI.
0,750–0,799
0,700–0,749
0,650–0,699
0,600–0,649
0,550–0,599

Danh sách bao gồm tất cả các tỉnh và thành phố trực thuộc trung ương của Cộng hòa Xã hội chủ nghĩa Việt Nam. Số liệu lấy từ Báo cáo Chỉ số phát triển con người Việt Nam giai đoạn 2016 - 2020 xuất bản bởi Tổng cục Thống kê.
| Thứ hạng   | Tỉnh thành            | HDI   |
| Cao        | Cao                   | Cao   |
| ---------- | --------------------- | ----- |
| 1          | Hà Nội                | 0,799 |
| 2          | Thành phố Hồ Chí Minh | 0,795 |
| 3          | Bà Rịa–Vũng Tàu       | 0,793 |
| 4          | Hải Phòng             | 0,782 |
| 5          | Đà Nẵng               | 0,779 |
| 6          | Quảng Ninh            | 0,769 |
| 7          | Bắc Ninh              | 0,768 |
| 8          | Đồng Nai              | 0,753 |
| 9          | Vĩnh Phúc             | 0,751 |
| 10         | Hưng Yên              | 0,745 |
| 11         | Thái Nguyên           | 0,743 |
| 12         | Bình Dương            | 0,736 |
| 13         | Hải Dương             | 0,735 |
| 14         | Hà Nam                | 0,729 |
| 15         | Ninh Bình             | 0,727 |
| 16         | Cần Thơ               | 0,719 |
| 17         | Bắc Giang             | 0,714 |
| 18         | Hà Tĩnh               | 0,713 |
| 19         | Thái Bình             | 0,711 |
| 20         | Khánh Hòa             | 0,707 |
| –          | Việt Nam              | 0,706 |
| 21         | Quảng Nam             | 0,703 |
| 21         | Phú Thọ               | 0,703 |
| 23         | Long An               | 0,702 |
| 23         | Bình Định             | 0,702 |
| Trung bình |                       |       |
| 25         | Vĩnh Long             | 0,699 |
| 26         | Lâm Đồng              | 0,698 |
| 27         | Hòa Bình              | 0,697 |
| 27         | Thanh Hóa             | 0,697 |
| 29         | Nghệ An               | 0,696 |
| 30         | Quảng Ngãi            | 0,694 |
| 31         | Nam Định              | 0,691 |
| 32         | Quảng Bình            | 0,690 |
| 33         | Bình Phước            | 0,686 |
| 34         | Tây Ninh              | 0,685 |
| 35         | Bình Thuận            | 0,684 |
| 36         | Phú Yên               | 0,683 |
| 37         | Thừa Thiên Huế        | 0,681 |
| 38         | Tiền Giang            | 0,679 |
| 39         | Lạng Sơn              | 0,674 |
| 39         | Hậu Giang             | 0,674 |
| 41         | Tuyên Quang           | 0,673 |
| 41         | Trà Vinh              | 0,673 |
| 43         | Quảng Trị             | 0,671 |
| 44         | Đồng Tháp             | 0,670 |
| 45         | Cà Mau                | 0,668 |
| 46         | Bến Tre               | 0,664 |
| 46         | Bắc Kạn               | 0,664 |
| 48         | Lào Cai               | 0,663 |
| 49         | Kiên Giang            | 0,658 |
| 50         | Đắk Nông              | 0,657 |
| 51         | Ninh Thuận            | 0,654 |
| 52         | Bạc Liêu              | 0,652 |
| 53         | An Giang              | 0,651 |
| 54         | Yên Bái               | 0,649 |
| 55         | Đắk Lắk               | 0,648 |
| 56         | Sóc Trăng             | 0,647 |
| 57         | Cao Bằng              | 0,641 |
| 58         | Kon Tum               | 0,640 |
| 59         | Sơn La                | 0,633 |
| 60         | Gia Lai               | 0,624 |
| 61         | Điện Biên             | 0,602 |
| 62         | Hà Giang              | 0,591 |
| 63         | Lai Châu              | 0,582 |